# هوبارت (واشینگتن)
هوبارت، واشینگتن (انگلیسیHobart, Washington ) محل برگزاری سرشماری است و در کینگ کانتی، واشینگتن، ایالات متحده قرار دارد. جمعیت آن در سرشماری سال ۲۰۱۰، قریب به۶٬۲۲۱ نفر بود.